# 超分子化學

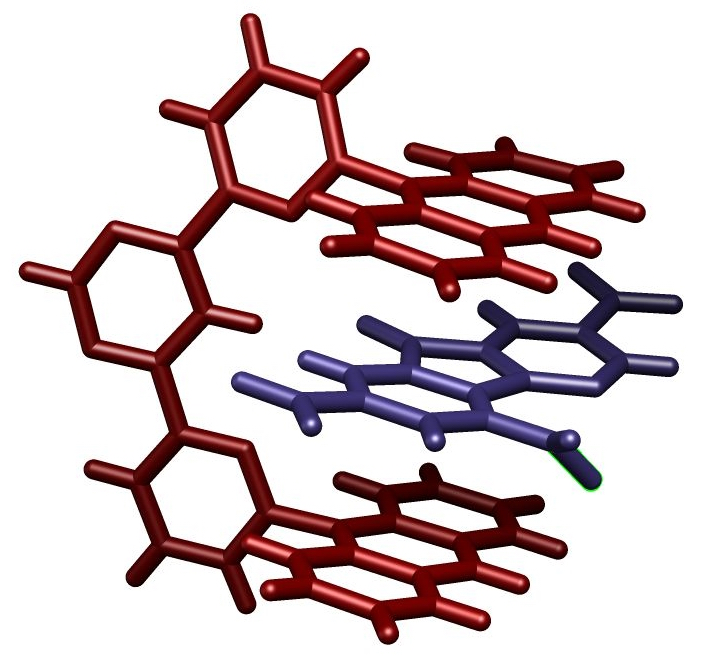
三硝基芴（trinitrofluorene，藍色）夾在分子鑷子（molecular tweezers，紅色）中，兩者經由芳香性重疊作用結合在一起。

超分子化學（英語：Supramolecular chemistry）是化學的一門分支，專注於分子之間的非共價鍵結作用。相較於傳統化學上所研究的共價鍵，超分子化學的研究對象是一些較弱且較具可恢復性的分子間作用，例如氫鍵、金屬配位、π-π堆積、厭水性效應、范德华力以及重疊作用等。
超分子化學提出的重要概念包括分子的自組裝，分子摺疊，分子識別（molecular recognition），主-客體化學（host-guest chemistry），机械互锁结构分子，和動態共價化學。 非共價相互作用的研究對於理解依賴這些力的結構和功能的許多生物過程是至關重要的。 生物系統通常是超分子研究的靈感來源。

## 超分子

羧酸的二聚體

超分子（supermolecule）是在1937年由德国化學家K.L. Wolf提出，最早是形容由氫鍵鍵結的乙酸二聚體。
「超分子」一詞有時是指超分子組裝，是由二個或多個彼此沒有形成共價鍵結的分子（一般是高分子）所組成的錯合物 。在生物化學中，「超分子」是指像肽及寡核苷酸等由生物分子組成的錯合物。

## 應用

### 材料技術
超分子化學已經發現了許多應用，特別是分子自組裝過程已經應用於新材料的開發。 使用自下而上合成(bottom-up synthesis )可以容易地獲得大結構，因為它們由需要較少步驟合成的小分子組成。 因此，納米技術的大多數自下而上的方法都是基於超分子化學。 許多智能材料基於分子識別。

### 醫學
基於超分子化學的設計已經在功能性生物材料和治療劑的創造中產生了許多應用。 超分子生物材料提供了許多具有可調節機械的，化學的和生物的特性的模塊化和通用平台。 這些包括基於肽的超分子組裝，主客體大環化合物，高親和力氫鍵，和金屬-配體相互作用的系統。
超分子方法已被廣泛用於創造人工離子通道，用於將鈉離子和鉀離子輸入和輸出細胞。
通過了解藥物結合位點的相互作用，超分子化學對於新藥物療法的開發也很重要。 由於超分子化學提供了封裝和靶向釋放機制，藥物輸送(Drug delivery)領域也取得了重大進展。 此外，超分子系統被設計用於破壞對細胞功能很重要的蛋白質交互作用(protein-protein interactions)。

## 外部連結
维基共享资源上的相關多媒體資源：超分子化學